# Joly Mubiala
Joly Baki Emen Mubiala, más conocido como Joly Mubiala, es un cantante nacido en la República Democrática del Congo. Es el hermano de King Kester Emeneya.
Fue cantante en el grupo de su hermano King Kester Emeneya, Victoria Eleison de 1982 a 1988. En 1988, se une al grupo de Ben Nyamabo, Choc Stars. Después de dos años en aquel grupo, en 1990, se une al grupo de Papa Wemba, Viva la Musica.￼￼￼
Es conocido por su famosa canción, ''Cadeau D'Amitié'' sacada en 1990, acompañado del grupo Viva La Musica. En 1995, sacó un álbum llamado ''Terre Noire'', con la participación de Carlito Lassa, cantante del grupo Choc Stars. En 1998, sacó ''L'Amour Du Ciel''. Joly empezó a cantar música religiosa y se llamó Fr. Joly Mubiala. Tras la muerte de su hermano, Emeneya, el 13 de febrero de 2014, Se convirtió en el líder de Victoria Eleison. Desde noviembre de 2016, están preparando un álbum llamado ''Kiwini''.